# Steffen Schneider
Steffen Schneider (* 9. Juni 1988 in Haiger) ist ein deutscher Fußballspieler, der seit 2014 beim SC Waldgirmes als Stürmer in der Verbandsliga Hessen unter Vertrag steht.

## Karriere
Schneider gelangte 2007 von der U-19-Abteilung des FC Bayern München zum FC Ingolstadt 04, für den er in der Saison 2007/08 21 Spiele in der Regionalliga Süd bestritt. Am Ende der Saison erreichte der FC Ingolstadt den zweiten Tabellenplatz und stieg damit in die 2. Bundesliga auf. Dort bestritt Schneider in der Hinrunde der Saison 2008/09 unter Trainer Thorsten Fink jedoch lediglich drei Kurzeinsätze mit einer Gesamtzeit von etwa 60 Minuten. Ende Januar 2009 wurde er bis zum Ende der Saison an den ehemaligen Regionalligakonkurrenten VfR Aalen, nun in der neugegründeten 3. Liga, ausgeliehen. Sein Debüt am 8. Februar 2009 (21. Spieltag) bei der 0:1-Niederlage im Auswärtsspiel gegen den SSV Jahn Regensburg unter Trainer Petrik Sander dauerte – der Einwechslung geschuldet – neun Minuten. Zu einer Denkwürdigkeit kam es am 7. April 2009 (30. Spieltag) beim 4:3-Sieg im Heimspiel gegen Dynamo Dresden, als er in der 73. Minute eingewechselt werden sollte, aber der auszuwechselnde Spieler Vitus Nagorny, obwohl er das Spielfeld schon verlassen hatte, wegen einer Beleidigung der Zuschauer noch die Rote Karte sah. Daraufhin wurde Schneider zwei Minuten später für Robert Lechleiter eingewechselt.
Zur Saison 2009/10 kehrte er wieder zum FC Ingolstadt zurück, wurde aber in der ersten Mannschaft des Drittligisten nicht eingesetzt. Daraufhin wechselte er in der Winterpause zum Süd-Regionalligisten Bayern Alzenau, für den er bis zum 22. Mai 2010 (33. Spieltag) 14 Mal zum Einsatz kam und am 15. Mai 2010 (32. Spieltag) beim 2:2-Unentschieden im Auswärtsspiel gegen die SpVgg Weiden mit dem Treffer zum Endstand in der 87. Minute auch sein einziges Tor erzielte. Mit dem Abstieg seines Vereins am Ende der Saison verließ Schneider den Verein und schloss sich dem Bayernliga-Aufsteiger Freier TuS Regensburg an. Nach nur einer Saison wechselte er zum bayerischen Bezirksoberligisten FC Gerolfing für den er in 27 Spielen 17 Tore erzielte und zum Aufstieg in die Landesliga Südwest beitrug.

## Erfolge
- Deutscher A-Junioren-Vizemeister 2006, 2007 mit dem FC Bayern München